# 민병기 (1927년)
민병기(閔丙岐, 1927년 1월 4일 ~ 1986년 11월 12일)는 대한민국의 정치인이다. 제9대 국회의원을 지냈다.

## 학력
- 고려대학교 법정대학 졸업
- 미국 시카고대학원 수료

## 경력
- 고대정치외교학과교수
- 제4차한일회담전문위원
- 경향신문논설위원
- 중앙일보논설위원
- 민주공화당정책위원회부의장
- 아스팍사무총장
- 제16ㆍ25ㆍ28ㆍ30차UN총회 및 IPU한국대표

## 역대 선거 결과
|  | 41.62% |

|  | 32.91% |

|  | 29.17% |